# Конопидоз
Конопидоз або аізоцефальоз чи зодіаноз — інвазійна хвороба бджіл, що викликається личинками мух-великоголовок з родини Conopidae, які паразитують у черевній порожнині медоносних бджіл, бджіл-листорізів і джмелів. В одній бджолі розмножується тільки одна личинка мухи. Ураження відбувається, коли бджоли відвідують медоносні рослини. Уражені бджоли не можуть злітати, падають із прилітної дошки і плазують по пасіці.